# Xenoturbella
Xenoturbella este un gen de animale nevertebrate ce cuprinde doar 2 specii. Este unicul gen în subîncrengătura Xenoturbellida .

## Descriere
Xenoturbelidele au corpul viermiform cu o lungime de până la 4 cm. Organizarea anatomică a acestor animale este foarte simplă. Aparatul digestiv este reprezentat de un orificiul bucal și un intestin saciform. Sistemul nervos este de tip dufuz, celulele nervoase fiind situate între piele și musculatură. Dintre structurile senzoriale este prezent statocistul. Sistemele respirator și excretor sunt absente. De semena lipsește sitemul reproducător, gameții fiind produși în interiorul corpului și eliminați prin tubul digestiv. Fecundația este externă.

## Ecologie
Xenoturbelidele sunt animale bentonice. S-a presupus că ele se hrănesc cu moluște deoarece cohabitează. O altă teorie afirmă că în stadiul juvenil xenoturbelidele sunt endoparaziți ai moluștelor.

## Taxonomie
Genul Xenoturbella conține două specii:
- Xenoturbella bocki
- Xenoturbella westbladi